# Pungitius pungitius
Espèce
Statut de conservation UICN

 LC  : Préoccupation mineure
L'Épinochette piquante (Pungitius pungitius) est un poisson d'eau douce à saumâtre de l'hémisphère nord, plutôt nordique (trouvé jusque dans les régions arctiques), d'Asie (tout le nord de la Russie, jusqu'en Chine, Corée et Japon), d'Amérique du Nord (États-Unis, Canada) et d'Europe. En France, on la trouve dans le nord du pays, ainsi qu'en Belgique, où elle cohabite avec une deuxième espèce endémique de France et de Belgique : l'Épinochette lisse.

## Description
Avec son corps plus effilé que celui de l'épinoche et avec ses 6 à 9 (jusqu'à 12) épines dorsales, l'épinochette possède un dos et des flancs brun clair avec des taches sombres. Elle est dépourvue d'écailles. Sa taille n'excède pas 9 cm.
Dimorphisme sexuel : visible en période de frai, la gorge et la poitrine du mâle sont alors noires et les nageoires ventrales sont orange.

## Répartition

Aire de répartition

Cette espèce d'épinochette est présente dans l'hémisphère nord, dont le nord de l'Asie (jusqu'en Chine, Corée et Japon), l'Amérique du Nord (États-Unis, Canada), ainsi que l'Europe septentrionale.  Elle est omniprésente dans les vastes zones humides de la toundra arctique.
On la trouve dans la plus grande partie de la Belgique hormis la zone ardennaise. En France elle est présente dans le nord et l'est : bassins de la Seine, de la Meuse, de l'Escaut et bassins côtiers de la Manche (Nord-Pas-de-Calais, bassin de la Somme et des fleuves normands) hormis la Bretagne, avec une pénétration vers le sud-est dans le sous-bassin de la Saône. Elle n'est pas présente dans le bassin de la Loire. Dans la plus grande partie de son aire française et belge elle cohabite avec une deuxième espèce, Pungitius laevis, endémique de France et de Belgique, qui est la seule qu'on trouve plus au sud dans le bassin de la Loire. Dans le Sud-Ouest français existe une autre espèce endémique : Pungitius vulgaris.
En Amérique du Nord elle présente des variations géographiques (différences morphologiques et éthologiques observables chez les reproducteurs par exemple du Mississippi, de la zone du détroit de Béring et/ou d'Europe).
Cameron et al. (1973) l'ont étudié dans le lac Ikroavik (nord de l'Alaska). Dans cette région, la population varie beaucoup en termes de densité (atteignant 74 g/m2 dans les zones de marais en début d'été).

## Habitats
Cette espèce peut fréquenter des habitats très divers. On la trouve aussi bien en mer que dans des petites mares forestières, en passant par les cours d'eau de toutes tailles et les sources, ainsi que les lacs, étangs et lagunes. Mais elle préfère les eaux dormantes peu profondes comme les marais et apprécie la présence d'une végétation aquatique abondante. Elle est souvent l'un des derniers poissons présents dans les plans d'eau en voie d'atterrissement. Elle évolue surtout près du fond. Elle évite le plus souvent de s'aventurer en pleine eau. On la trouve cependant moins en pleine mer que l'épinoche à trois épines et elle se cantonne souvent aux estuaires.
Elle résiste aux hivers longs et froids et sa vessie natatoire lui permet d'équilibrer sa flottabilité à des salinités diverses (0 à 22,5 ppt d'après les tests faits en laboratoire par  Gee & Holst (1992)) ainsi qu'à des variations du courant si le poisson est exposé à un courant pendant plusieurs jours (également démontré chez Culaea inconstans). D'autres adaptations lui permettent de passer de l'eau douce à salée notamment concernant le mucus et les branchies.
Il a aussi été constaté dans la nature que ces poissons diminuent leur flottabilité quand le courant augmente (et selon la température). La flottabilité est plus élevée chez les épinoches vivant dans les zones riches en plantes en eaux calmes ou lentiques. Beaver & Gee (1988) ont montré en laboratoire que l'épinoche ajuste lentement sa flottabilité à la température de l'eau mais uniquement s'il y a aussi du courant (« dans ce cas, à 6 °C, la flottabilité était plus grande qu'à des températures plus élevées » (l'ajustement permettant de passer d'une flottabilité maximale à minimale (quand la température monte) est plus rapide chez P. pungitius (4 jours) que chez C. inconstans (7 jours).

## Alimentation
L'espèce est carnivore ; petites proies animales (essentiellement de petits crustacés et larves d'insectes).
Son bilan énergétique a été étudié dans le lac Ikroavik où cette épinoche se nourrit essentiellement de larves de moustiques chironomidés, de zooplancton) (copépodes et daphnies principalement) elle y croît asse vite, mesurant 21 mm en fin de la première année, 42 mm la seconde et 65 mm la troisième année ; aucun individu de plus de 3 ans n'a été observé dans ce lac.

## Mode de vie
Grégaire : ce poisson vit en groupe, avec des individus de même taille ; mais le mâle devient très territorial au moment du frai.

## Reproduction
Avril-mai. La température de l'eau ne doit pas dépasser 8 °C pendant l'hiver sinon ils ne frayent pas au printemps suivant. Au moment de la reproduction, le mâle construit un nid à quelques centimètres du sol à l'aide de brindilles et d'une substance produite par les capsules surrénales, qui sert de mastic ; il y attire une femelle. La ponte terminée, la femelle quitte le nid par la sortie opposée et s'éloigne. Le mâle féconde ensuite les œufs et ce processus se répète avec 3 ou 4 femelles. Chacune pondra une centaine d'œufs. À la fin du frai, le mâle surveille la ponte, puis les alevins pendant quelque temps (famille paternelle). La période d'incubation est d'une dizaine de jours.
Selon John R. Foster (1977), le comportement des reproducteurs pourrait être à l'origine des sous-populations constatées par divers ichtyologues : des mâles échoueraient à stimuler des femelles s'ils sont d'une taille, coloration et proportions légèrement différente, de même si leur parade en zigzag diffère ; et une femelle peut refuser un nid dont la position, la taille ou le type et le nombre de ses voies d'accès ne correspondent pas aux standards de la sous-population à laquelle elle appartient.  

## Génétique
Des croisements (hybridation) naturels avec des individus sympatriques de l'espèce proche Pungitius tymensis (Nikolsky) sont possibles, démontrés au Japon par des analyses d'ADN mitochondrial (ADNmt). L'incidence de ces hybridations est localement plus importante par exemple dans le centre d'Hokkaïdo peut-être selon les auteurs d'une étude, en raison du climat plus doux là que dans les autres régions ; ils ajoutent que « Les populations réceptrices de P. tymensis présentaient une variation de l'ADNmt nettement plus élevée que celle qui a été observée chez les populations sympatriques des espèces donneuses, ce qui semble indiquer qu'une croissance soudaine de la population est survenue pendant ou après les processus de substitution de l'ADNmt ».

## Parasitoses
Comme de nombreux autres poissons, toutes les épinoches peuvent héberger et transporter des parasites. 
Une étude a porté sur les cestodes (du genre Schistocephalus) et a confirmé que ce parasite force les épinoches à monter en surface (en augmentant leurs besoins en oxygène). Ceci facilite leur prédation par des oiseaux piscivores (hérons notamment) qui sont l'hôte final du cestode. Si l'on dispose à proximité un faux oiseau prédateur, les épinoches parasitées restent aussi plus longtemps près de la surface que les épinoches saines. Ce phénomène de remontée est encore plus net en situation d'hypoxie (0,75  à   2,0 mg/L d'oxygène dissous). 
Les effets d'une parasitose par les plérocercoïdes du cestode Schistocephalus pungitii Dubinina, 1959 ont été étudiés dans le lac Airolo en Alaska par Heins et al. (2014). Il a été constaté un « écrasement des gonades du poisson hôte par les parasites » ; les femelles infectées ne produisaient pas d’œufs et les testicules des mâles parasités étaient anormalement petits. Ceci pourrait être lié au détournement de nutriments par le parasite. Les auteurs estiment que ceci va dans le sens de l'hypothèse que S. pungitii serait un « parasite castreur ». Ce dernier pourrait ainsi grandir plus vite et/ou prolonger de sa « période de transmission ».